# Ingolf Kühn (Künstler)

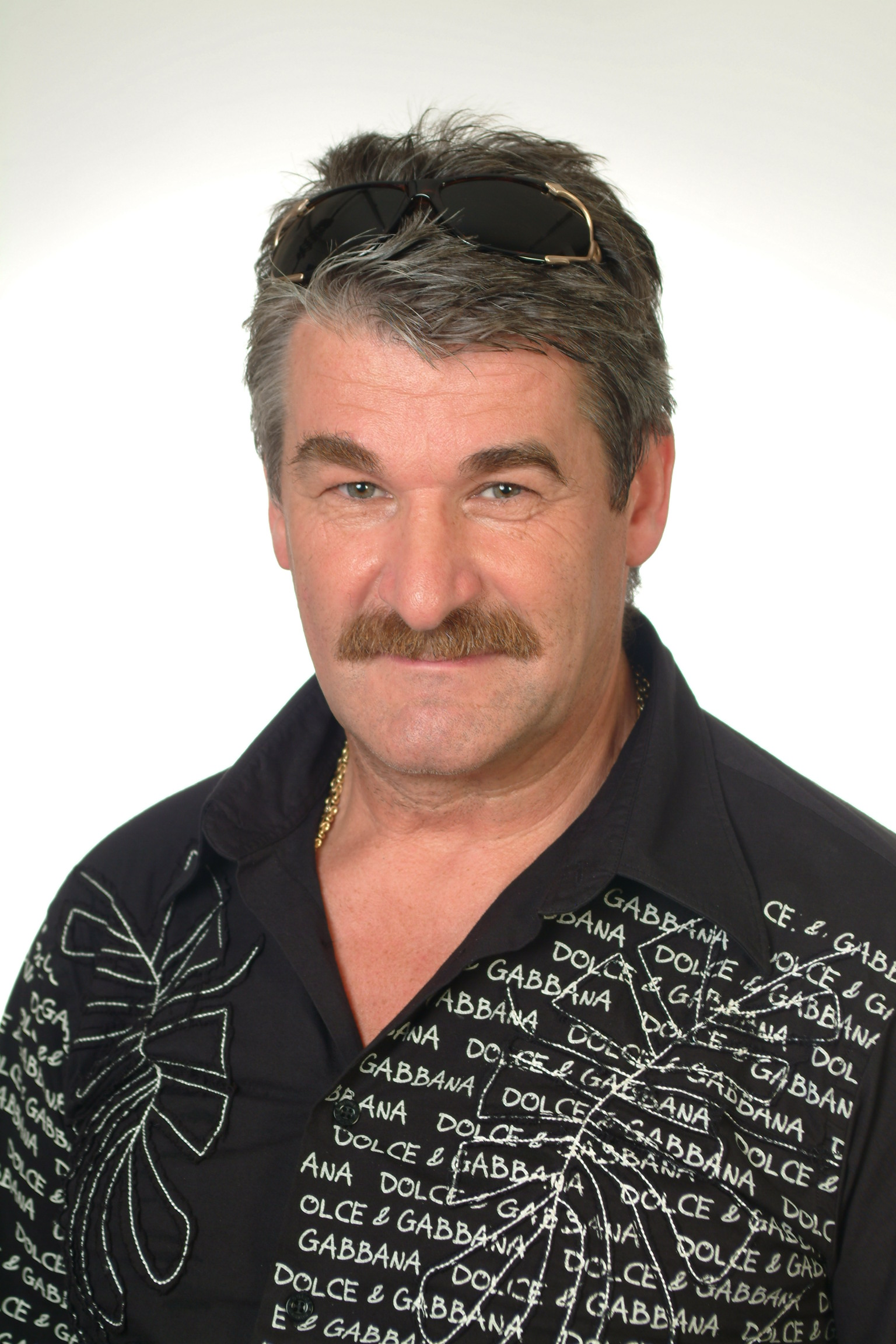
Ingolf Kühn

Ingolf Kühn (* 26. Mai 1953 in Vetschau) ist ein deutscher Künstler.

## Leben
Ingolf Kühn besuchte in Vetschau die Polytechnische Oberschule. Seit dem neunten Lebensjahr trainierte er Boxen, Judo und Karate, wurde 1. Kyū, erwarb zwei Trainerlizenzen und bildete bis zu seinem 26. Lebensjahr Judokas und Boxer aus. Er absolvierte eine Ausbildung zum Heizungsmonteur und Schweißer und wurde anschließend zur Nationalen Volksarmee eingezogen. Seinen Dienst leistete er im Luftsturmregiment 40.
Kühn arbeitete ab 1977 als Lastwagenfahrer, Monteur, Schweißer, als Lackierer bei einer Cottbuser Autolackierei sowie als Autohändler. Von 1986 bis 1989 war er bei der Stadt Peitz angestellt. In der folgenden Zeit wandte er sich der Malerei zu. Er bildete sich autodidaktisch weiter und besuchte von 1991 bis 1994 die Kunstakademie München, wo er von Walter Maurer unterrichtet wurde. Er verdiente seinen Lebensunterhalt zunächst mit der Anfertigung von Kopien der Werke alter Meister. Dabei übernahm er überkommene Themen und Motive, studierte und kopierte deren Malweise und variierte seine Vorbilder. Er begann, Motorhauben und andere Autoteile, Mopeds und HiFi-Anlagen zu bemalen. Seine Motive sind seitdem auffallend besprühte Trucks auf den amerikanischen Highways, exotische Tiere, fernöstliche Landschaften und freie Phantasiegebilde. Außer Pinsel und Leinwand arbeitet er mit der Airbrush-Pistole.
Kühn wurde bekannt durch Auftragsarbeiten für namhafte Persönlichkeiten wie Michael Jackson, Joe Cocker, Siegfried und Roy und Scheich Hamdan bin Zayed Al Nahyan. Er erhielt zudem Aufträge von zahlreichen bekannten Unternehmen und Banken. Seit 1993 werden seine Arbeiten ausgestellt. Ab 1996 stellte er beispielsweise seinen „Regenwald-Kleinbus“ auf Messen der Autobranche in Hannover und München aus.

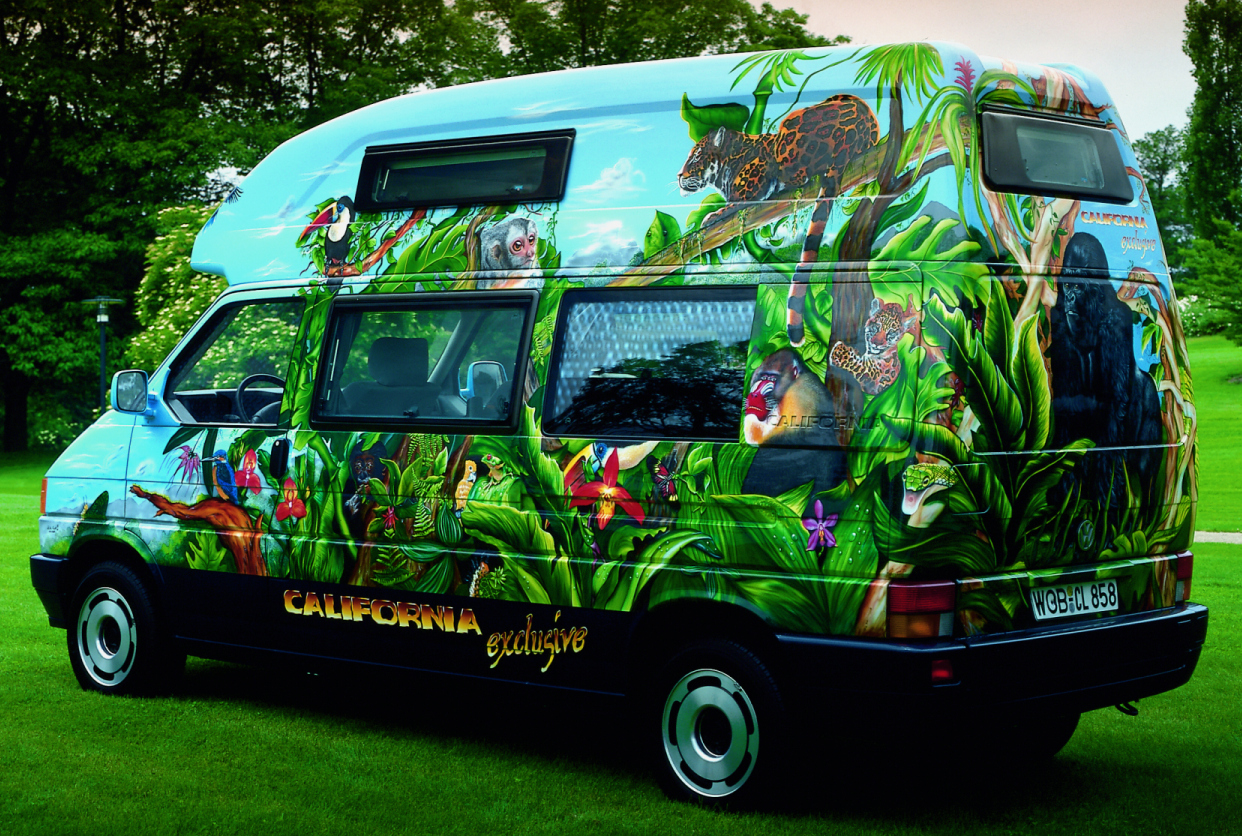
VW-California mit Ingolf-Kühn-Airbrush

## Werk

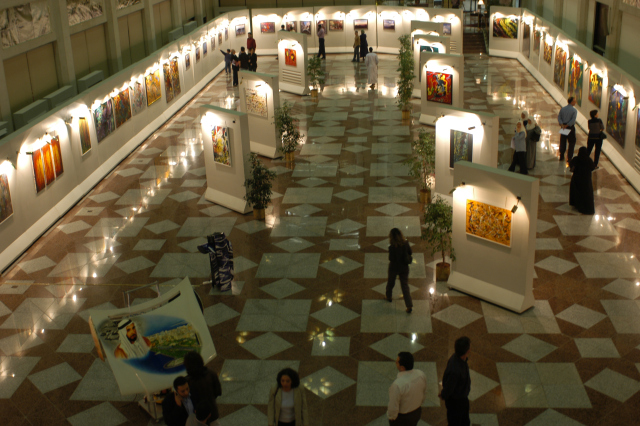
Eine Ingolf-Kühn-Ausstellung in der Culture Foundation in Abu Dhabi

Kühn arbeitet mit Farben und Farbverläufen, die er durch eine eigene Technik aufträgt. Er experimentiert mit Farbverläufen, die nicht nur durch die Airbrush-Pistole aufgetragen werden, sondern er trägt Lackfarben in schlingernden Bahnen auf. Schicht um Schicht, helle und dunkle Töne, schleift er diese teilweise nach der Trocknung ab, trägt andere Töne auf, bis eine Marmorierung sichtbar wird. Durch diesen Schaffensprozess entstehen strahlende Kontraste und Harmonien. Hin und wieder verändert er seine Werke durch mechanische Eingriffe am Kunstwerk.

## Ausstellungen (Auswahl)
- 1993: Airbrush Forum Castrop Rauxel
- 1993: International Off Road, Köln[2]
- Cebit, Hannover[2]
- 1995: Ausstellung im Herzogspark Herzogenaurach
- 1996: world best airbrusher in New York (USA)
- 1998: Ausstellungen in Hongkong,[2] Abu Dhabi,[4] USA
- 2004: Culture Foundation, Abu Dhabi[2][5]
- 2005: Ägyptische Botschaft
- 2011: Shanghai, China

## Filme und Dokumentationen
- Herr Kühn und die Kunst. Dokumentarkurzfilm, Regie: Uli Gaulke, NDR 1998[6]
- Die Ostdeutschen. (25 Porträts, darunter Ingolf Kühn) RBB 2014[3]